# Garovaglia compressa
Garovaglia compressa är en bladmossart som beskrevs av Mitten 1873. Garovaglia compressa ingår i släktet Garovaglia och familjen Pterobryaceae. Inga underarter finns listade i Catalogue of Life.